# Neodasyscypha
Neodasyscypha is een geslacht van schimmels in de familie Lachnaceae. 

## Soorten
Volgens Index Fungorum telt het geslacht twee soorten (peildatum januari 2023):
| Soortnaam                                   | Auteur(s)        | Publicatiejaar |
| ------------------------------------------- | ---------------- | -------------- |
| Neodasyscypha cerina (Wasgeel franjekelkje) | (Pers.) Spooner  | 2005           |
| Neodasyscypha subciboria                    | (Rodway) Spooner | 2005           |